# Dilana Popowa
Dilana Popowa (bułg. Диляна Попова; ur. 24 września 1981 w Gulanci) – bułgarska aktorka i fotomodelka.

## Życiorys
Urodziła się w Gulanci, jako nastolatka przeprowadziła się do Plewni, gdzie skończyła technikum odzieży. Studiowała na Nowym Bułgarskim Uniwersytecie w Sofii.
W 2010 roku pojawiła się na sesji zdjęciowej do bułgarskiej edycji magazynu Playboya, zostając twarzą gazety na październik.

## Filmografia

### Kino
| Rok  | Tytuł    | Rola             |
| ---- | -------- | ---------------- |
| 2008 | Train    | blada dziewczyna |
| 2011 | Love.net | Niki             |

### Telewizja
| Rok  | Tytuł                               | Rola                               |
| ---- | ----------------------------------- | ---------------------------------- |
| 2011 | Styklen dom                         | Ałbena                             |
| 2011 | Domaszen arest                      | siebie (w epizodzie 5)             |
| 2012 | Rewolucija Z: Seks, łyżi i muzikata | nauczycielka wychowania fizicznego |